# Finnvik
Finnvik is een nederzetting in de gemeente Hammerfest, Finnmark, op het eiland Sørøya. De nederzetting telt slechts enkele huizen.

## Bron
- Het grote ANWB Wegenboek Nederland Europa, ISBN 978 90 18 03022 3